# Хенни, Кэти
Кэти Хенни (род. 1 января 1993) — американская актриса, ребёнок-актёр 2000-х годов. Наиболее известна по роли Элизабет Коул в фильме 2005 года «Фелисити: История юной американки».

## Карьера
Исполнила несколько ролей в постановке «Американские девушки» в Нью-Йорке. Также появилась в мюзикле «В кругу друзей». После этого появилась ещё в постановках «Солнечный свет», «Оборванцы» и «Сосчитай звёзды».
Появилась в таких телесериалах как, «Голые братья», «Голубая кровь», «Подпольная империя».

## Личная жизнь
Проживает в Нью-Йорке вместе со своими родителями, братом и сестрой. Окончила The Independent Day School в Миддлфилде и в настоящее время обучается в Университете Пейс.